# هنگامه (فیلم ۲۰۰۳)
هنگامه (به هندی: Hungama) یا غوغا فیلمی محصول سال ۲۰۰۳ و به کارگردانی پریادارشان است. در این فیلم بازیگرانی همچون آکشای کانا، پارش راوال، آفتاب شیودسانی، ریمی سن، شاکتی کاپور، راجپال یاداو، تیکو تالسانیا، شوما آناند، اوپسانا سینگ، مانوج جوشی و جاگادیش ایفای نقش کرده‌اند.
دنباله این فیلم هنگامه ۲ می‌باشد که در سال ۲۰۲۱ ساخته شد.